# Delia solidilamina
Delia solidilamina este o specie de muște din genul Delia, familia Anthomyiidae, descrisă de Fan și Zheng în anul 1993.
Este endemică în Sichuan. Conform Catalogue of Life specia Delia solidilamina nu are subspecii cunoscute.